# Ethan Johns

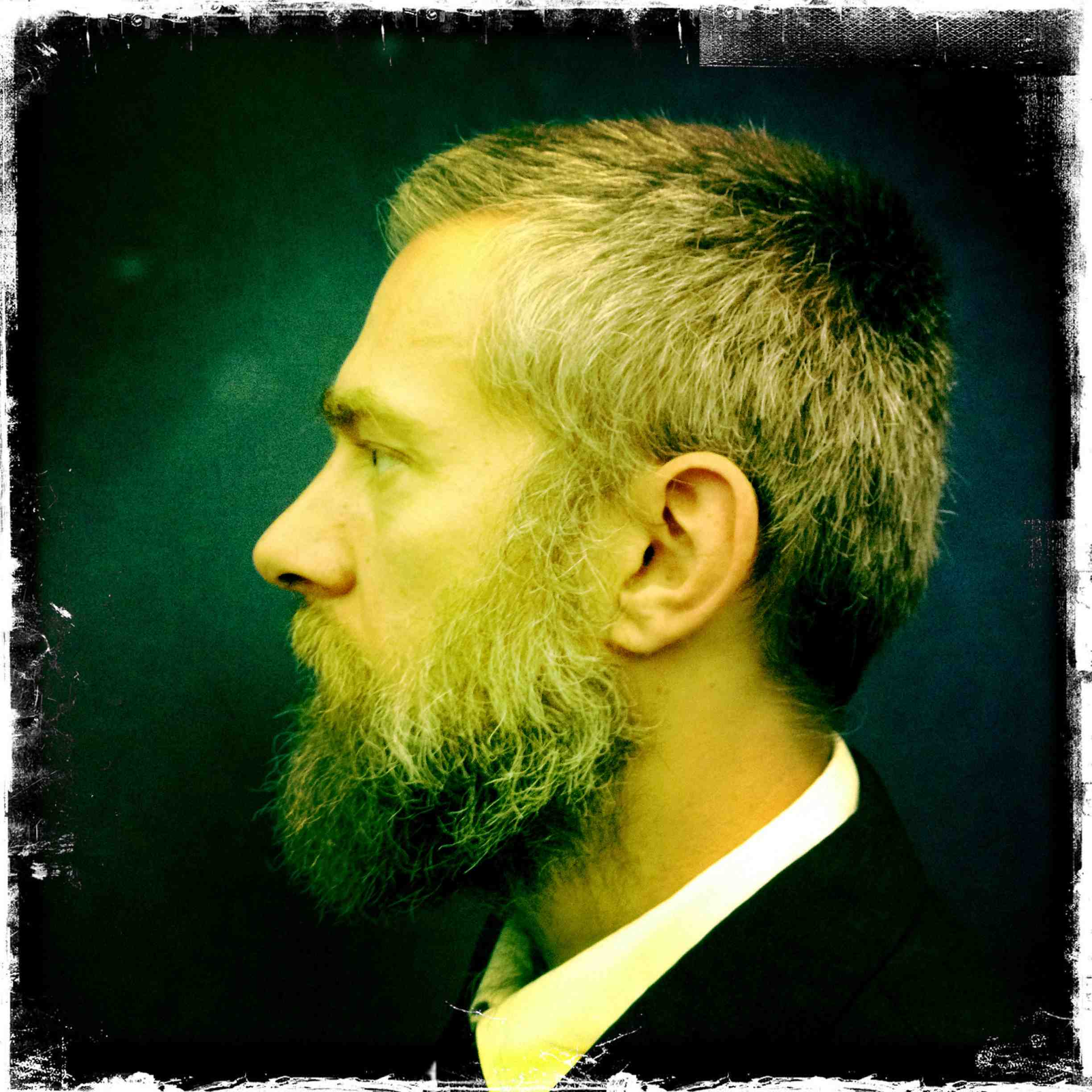
Ethan Johns

Ethan Thomas Robert Johns (* 1969 in Merton, Surrey) ist ein britischer Musikproduzent, der mit Künstlern wie Ryan Adams, Kings of Leon, Ray LaMontagne und Rufus Wainwright zusammengearbeitet hat.
Johns Vater war der Produzent Glyn Johns, der vor allem Ende der 1960er und während 1970er Jahre an der Produktion unter anderem von Alben der Eagles, der Beatles und der Rolling Stones beteiligt war.

## Diskografie

### Als Produzent und teilweise Mitmusiker
- Ryan Adams, Heartbreaker, 2000
- Glen Phillips, Abulum, 2000
- Rufus Wainwright, Poses, 2001
- Ryan Adams, Gold, 2001
- Whiskeytown, Pneumonia, 2001
- Tift Merritt, Bramble Rose, 2002
- The Jayhawks, Rainy Day Music, 2003
- Bernie Leadon, Mirror, 2003
- Kings of Leon, Aha Shake Heartbreak, 2004
- Ben Kweller, On My Way, 2004
- Ray LaMontagne, Trouble, 2004
- Nina Gordon, Even The Sunbeams, unveröffentlicht
- Ryan Adams, 29, 2005
- Ray LaMontagne, Till the Sun Turns Black, 2006
- Razorlight, Razorlight, 2006
- Sarabeth Tucek, Sarabeth Tucek 2007
- Joe Cocker, Hymn for My Soul, 2007
- Luther Russell, Repair, 2007
- Laura Marling, I Speak Because I Can, 2010
- Tom Jones, Praise & Blame, 2010
- The Boxer Rebellion, The Cold Still, 2011
- Tom Jones, Spirit In The Room, 2012

### Als Solomusiker
- If Not Now Then When, 2012
- The Reckoning, 2014
- Silver Liner, 2015